# 1766
Het jaar 1766 is het 66e jaar in de 18e eeuw volgens de christelijke jaartelling.

## Gebeurtenissen
januari
- 29 - Eerste concert van Mozart te Amsterdam.

februari
- 14 - Het koninkrijk Kandy (op het eiland Ceylon) sluit te Colombo een vredesverdrag met de VOC.
- 23 - Met het overlijden van Stanislaus Leszczyński komt het hertogdom Lotharingen aan de Franse Kroon.

maart
- 8 - Stadhouder Willem V van Oranje-Nassau bereikt de meerderjarigheid en legt de eed af in de Staten-Generaal. Op het aansluitende feest speelt de pianist Wolfgang Amadeus Mozart.

mei
- 3 - De Akte van Consulentschap wordt in het geheim vastgelegd. De voormalige voogd van de prins van Oranje, de hertog van Brunswijk, zal krachtens deze overeenkomst achter de schermen het beleid van de jonge stadhouder blijven bepalen.

juli
- 18 - In Leiden wordt de Maatschappij der Nederlandse Letterkunde opgericht.

oktober
- 20 - De Fransman Jean-Edmé Dufour vestigt zich in Maastricht om er een uitgeverij van Franstalige literatuur op te bouwen. Hij zal er vele in Frankrijk verboden schrijvers uitgeven en hun werken Frankrijk binnensmokkelen.

november
- 8 - De Deense koning Christiaan VII trouwt met zijn nicht Caroline Mathilde van Wales.

zonder datum
- Henry Cavendish ontdekt waterstof.

## Muziek
- Franz Ignaz Beck publiceert te Parijs zijn 6 symfonieën, Opus 4
- Pieter van Maldere componeert de opera Le Médecin de l'amour
- Georg Christoph Wagenseil componeert de opera Merope

## Bouwkunst

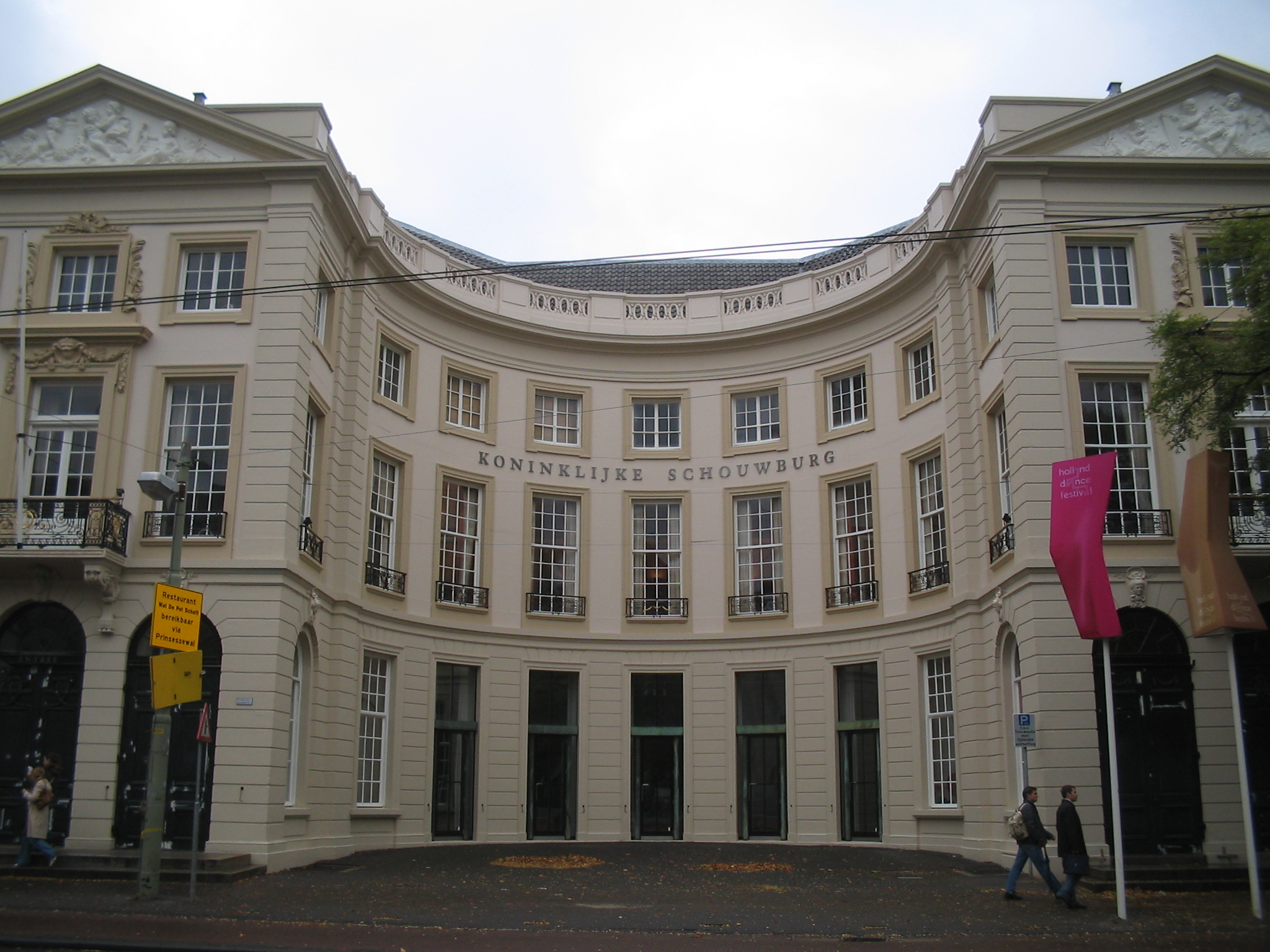
Koninklijke Schouwburg Den Haag (1766) Pieter de Swart

## Geboren
januari
- 4 - Arnoldus van Gennep, Nederlands politicus (overleden 1846)

februari
- 14 - Robert Malthus, Brits econoom (overleden 1834)

april
- 22 - Madame de Staël, Franse schrijfster (overleden 1817)

augustus
- 3 - Kurt Sprengel, Pruisisch botanicus (overleden 1833)

september
- 6 - John Dalton, Brits schei- en natuurkundige; grondlegger van de atoomtheorie (overleden 1844)

november
- 2 - Josef Radetzky, Oostenrijks militair (overleden 1858)
- 16 - Rudolphe Kreutzer, Frans componist, violist, dirigent en muziekpedagoog (overleden 1831)

## Overleden
januari
- 1 - James Edward Stuart (77), Brits troonpretendent

februari
- 14 - Koning Frederik V van Denemarken (42)
- 23 - Stanislaus Leszczyński (88), koning van Polen

september
- 13 - Manuel Pla (±40), Spaans componist, hoboïst en klavecinist

november
- 9 - Unico Wilhelm van Wassenaer (74), Nederlands componist en diplomaat

onbekend
- Tabo Jansz (66), dienaar van Adriaan van Bredehoff